# Ari Brickman
Ari Brickman (San Cristóbal de Las Casas, 7 de mayo de 1975) es un guionista, compositor y actor mexicano de cine, televisión y teatro. Es conocida por interpretar el papel de Jeremy Andrews en las series El Señor de los Cielos y El Chema.

## Biografía
Nació en San Cristóbal de Las Casas, Chiapas el 7 de mayo de 1975 y se crio en Xalapa, Veracruz, en donde estudió música y teatro. Es de origen judío. En 2001 debutó en el cine con el papel de Wizard en la cinta Seres humanos dirigida por Jorge Aguilera.
Es conocido por haber participado en las series de televisión El Señor de los Cielos y El Chema, donde interpretó el personaje de Jeremy Andrews. Ha participado en otras series de televisión como Bienes raíces (2010), Sense8 (2015), Perseguidos (2016), Historia de un crimen: Colosio (2019), Señorita 89 (2022), entre otros. En la pantalla grande ha participado en las cintas Cinco días sin Nora (2008), No se aceptan devoluciones (2013), Todo lo invisible (2020), entre otros.

## Filmografía

### Cine
| Año  | Título                                  | Papel                       | Notas          |
| ---- | --------------------------------------- | --------------------------- | -------------- |
| 2001 | Seres humanos                           | Wizard                      |                |
| 2005 | Transit                                 | Hector                      | Película de TV |
| 2007 | La sangre iluminada                     | Güero                       |                |
| 2007 | El último justo                         | Soldado Alemán              |                |
| 2008 | Vantage Point                           | Agente del Servicio Secreto |                |
| 2008 | Dos mil metros (sobre el nivel del mar) | Galo                        |                |
| 2008 | Cinco días sin Nora                     | Rubén Kurtz                 |                |
| 2010 | Revolución                              | Daniel                      |                |
| 2010 | Sucedió en un día                       | Julián                      |                |
| 2010 | Amaneceres oxidados                     | Hernan                      |                |
| 2010 | De día y de noche                       | Doctor                      |                |
| 2010 | Desafío                                 | Frida                       |                |
| 2011 | Bacalar                                 | Manuel                      |                |
| 2012 | Chalán                                  |                             | Película de TV |
| 2012 | Luna escondida                          | Novio de Miranda            |                |
| 2012 | Reencarnación: Una historia de amor     | Pablo Goldoni               |                |
| 2013 | No se aceptan devoluciones              | Director de la película     |                |
| 2013 | Los fabulosos 7                         | Beatriz                     |                |
| 2014 | Asteroide                               | Nicolás Cruz                |                |
| 2014 | Yerbamala                               | Gringo                      |                |
| 2016 | Nocturno                                | Luis                        |                |
| 2018 | El complot mongol                       | Richard Graves              |                |
| 2020 | Todo lo invisible                       | Jonás                       |                |
| 2022 | El jesuita                              | Padre                       |                |
| 2022 | La caída                                | Cuarentón                   |                |
| 2024 | Pedro Paramo                            | Bartolome San Juan          |                |

### Televisión
| Año       | Título                               | Papel                     | Notas         |
| --------- | ------------------------------------ | ------------------------- | ------------- |
| 2004      | La Familia González                  | Soldado                   | 1 episodio    |
| 2007      | Mientras haya vida                   | O'Connell                 | 1 episodio    |
| 2010      | Persons Unknown                      | Antonia Ruiz              | 1 episodio    |
| 2008-2010 | Capadocia                            | Agente de la DEA          | 2 episodios   |
| 2011      | El Diez                              | Alfredo Portilla          | 3 episodios   |
| 2011      | El encanto del águila                | Henry Lane Wilson         | 4 episodios   |
| 2010-2011 | Soy tu fan                           | Manager - Peter           | 2 episodios   |
| 2010-2011 | Bienes raíces                        | Víctor Leyer              | 14 episodios  |
| 2013      | Fortuna                              | Sergei Ilianov            | 1 episodio    |
| 2014-2015 | El Señor de los Cielos               | Jeremy Andrews            | 114 episodios |
| 2016      | La Hermandad                         | Iván Rodado               | 14 episodios  |
| 2013-2016 | Sr. Ávila                            | El Croata                 | 10 episodios  |
| 2016-2017 | Perseguidos                          | Delfino Palacios          | 18 episodios  |
| 2016-2017 | El Chema                             | Jeremy Andrews            | 58 episodios  |
| 2015-2017 | Sense8                               | Director                  | 5 episodios   |
| 2018      | José José, el príncipe de la canción | Aurelio Salaverry         | 7 episodios   |
| 2019      | Historia de un crimen: Colosio       | Carlos Salinas de Gortari | 8 episodios   |
| 2019      | Sitiados: México                     | Van Hoorn                 | 8 episodios   |
| 2022      | Señorita 89                          | Valenzuela Helú           | 8 episodios   |
| 2023      | Más allá de ti                       | Nolan Turner              | 6 episodios   |